# Amporoforo
Amporoforo is een plaats en commune in Madagaskar, behorend tot het district Farafangana. Tijdens de laatste volkstelling (2001) telde de plaats 11.284 inwoners. 
In deze plaats bevinden zich zowel lager als middelbaar onderwijs. 99,9% van de inwoners werkt in de landbouw, de belangrijkste landbouwproducten zijn rijst en cassave; andere belangrijke producten zijn ananas en suikerriet. In de dienstensector werkt 0,1% van de inwoners. 